# Caberfae
Caberfae – jednostka osadnicza w Stanach Zjednoczonych, w stanie Michigan, w hrabstwie Wexford.